# Der eiserne Gustav (Fernsehserie)
Der eiserne Gustav ist eine siebenteilige Miniserie aus dem Jahr 1979 nach dem gleichnamigen Roman von Hans Fallada, der sich wiederum am Leben des Berliner Droschkenkutschers Gustav Hartmann orientiert. Die Regie der sieben Folgen lag bei Wolfgang Staudte, Gustav Knuth ist in der Titelrolle besetzt. Seine Frau wird von Eva Brumby verkörpert, seine Kinder von Volker Lechtenbrink, Rainer Hunold, Eos Schopohl, Michael Kausch und Dagmar Biener.
Dies ist nach dem Kino-Klassiker Der eiserne Gustav die zweite Verfilmung des Romans. In der Verfilmung von 1958 spielte Heinz Rühmann die Titelrolle.

## Inhalt
Berlin, Ende der 1920er-Jahre: Gustav Hackendahl, der bei allen nur unter dem Namen „Der Eiserne Gustav“ bekannt ist, ist der letzte Droschkenkutscher Berlins. Die zuvor zahlreich vorhandenen Pferdefuhrwerke sind nach und nach motorisierten Taxis gewichen. Auch Hackendahl kann kaum noch von den Einnahmen, die er hat, leben, seiner Familie droht der Ruin. Immerhin haben Gustav und seine Frau Grete fünf Kinder: Wilhelm, Erich, Sophie, Eva und Heinz.
Die Wirren des Ersten Weltkriegs haben zudem dazu beigetragen den Zerfall der Hackendahls zu beschleunigen. Wilhelm fällt im Krieg und Erich lässt sich immer wieder auf dunkle Geschäfte ein. Seine Freundin Tinette ist daran ebenfalls beteiligt. Auch Heinz, der jüngste Sohn, kommt kurzfristig auf die schiefe Bahn. Eva wiederum gerät an den Zuhälter Eugen. Nachdem sie auf ihn geschossen hat, muss sie ins Gefängnis. Sophie entzieht sich ihren Eltern, indem sie auszieht.
Als Gustav mit seinem Fuhrunternehmen bankrottgeht, arbeitet er notgedrungen in einem Lokal, was so gar nicht seine Sache ist. Dann jedoch hat er, während er am Bahnhof auf den letzten Zug und Fahrgäste wartet, eine Begegnung, die ihn dazu bringt, mit seiner Pferdedroschke von Berlin nach Paris und wieder zurück zu fahren. Für diese Tour braucht er 165 Tage. Dieses Unterfangen sorgt dafür, dass er Berühmtheit erlangt und seine Rückkehr nach Berlin zu einem Triumphzug wird.

### Handlung der einzelnen Folgen
Folge 1: Berlin, Sommer 1914: Da der Droschkenunternehmer Gustav Hackendahl ein Mann mit eisernen Grundsätzen ist, bleibt es nicht aus, dass er immer wieder mit seinen Kindern, aber auch anderen Familienmitgliedern, aneinandergerät. Dass sein ältester Sohn Wilhelm zum Kriegsdienst eingezogen wird, verursacht zwiespältige Gefühle in der Familie. Aber auch Gustavs zweiter Sohn Erich macht Ärger, er trinkt und bestiehlt seinen Vater. Dann will auch noch Tochter Sophie ausziehen und die jüngere Tochter Eva gerät auf die schiefe Bahn.
Vorwort zur Folge 2: „31. Juli 1914, Tag der Mobilmachung. Begeisterung und Jubel überall in Deutschland. Kaum jemand ahnt, dass der bevorstehende Krieg der Anfang vom Ende des Deutschen Reiches ist. Unter denen, die am meisten jubeln, ist Gustav Hackendahl, genannt „Der Eiserne Gustav“. Ein wilhelminischer Untertan, wie er im Buche steht, pflichtbewusst, fleißig, streng, hart. Die allgemeine Kriegsbegeisterung hat auch seine Familie erfasst und alle Probleme vergessen lassen. Erich hatte seinen Vater bestohlen, ist aber nach seiner Meldung als Kriegsfreiwilliger wieder der Lieblingssohn. Eva, wie Erich vom leichten Leben fasziniert, hatte die Gelegenheit genutzt, sich am Diebstahl zu beteiligen, ohne dass ein Verdacht auf sie fiel. Die Mutter, der das nicht verborgen geblieben war, deckte ihre Tochter, weil auch sie die Unerbittlichkeit und den Zorn ihres Mannes fürchtet. Sophie, ein frömmelndes, mutiges Mädchen, war von zu Hause weggegangen. Auch das wird nun akzeptiert, weil sie als Krankenschwester in den Krieg ziehen will. Wilhelm, der ungeliebte älteste Sohn muss als Erster an die Front. Sein Versprechen, Gertrud Gudde zu heiraten und dem gemeinsamen Sohn seinen Namen zu geben, kann er nicht halten. Die Angst vor dem Eisernen Gustav ist größer als die Angst vor dem Krieg. Zurück bleiben die jüngsten Kinder. Heinz muss noch zur Schule. Eva, die Lieblingstochter, ist von dem Zuhälter und Ganoven Eugen Bast abhängig. Die Verstörtheit seiner Tochter fällt dem Eisernen Gustav nicht auf, für solche Probleme ist er blind. Und wie sollte er auch an private Gefühle denken, wo doch alle Kräfte für den Krieg mobilisiert werden müssen.“
Folge 2: Hackendahl wird durch den Krieg arg gebeutelt. Man beschlagnahmt seine Pferde, was ihn praktisch seine Existenzgrundlage kostet. Gustavs Lieblingstochter Eva wohnt inzwischen bei ihrem Zuhälter, als sein Versuch, sie dort herauszuholen, scheitert, bricht er mit ihr. Das nimmt ihn ganz schön mit. Auch Erich wird, nachdem er sich freiwillig gemeldet hat, zum Kriegsdienst eingezogen, er dient in der Etappe, während Wilhelm als Infanterist im Schützengraben an vorderster Front kämpfen muss. Nur noch Heinz, der jüngste Sohn, wohnt zu Hause. Als Wilhelm Urlaub bekommt, nimmt er das zum Anlass, Gertrud Gudde, mit der er bereits einen Sohn Gustavchen hat, endlich zu heiraten. Sein Vater, der mit dieser Wahl nicht einverstanden ist, zeigt sich unversöhnlich.
Folge 3: Kurz bevor der Krieg endlich endet, besitzt Gustav nur noch zwei Droschkenpferde. Da er sich einen Stallknecht schon länger nicht mehr leisten kann, muss er die Tiere selbst versorgen. Die große Wohnung, die von der Familie bewohnt wird, kann sie sich inzwischen nicht mehr leisten, weshalb man in eine kleinere umzieht. Als die Nachricht kommt, dass Wilhelm während eines Fronteinsatzes gefallen ist, bringt das großes Leid über die Hackendahls. Wilhelms Frau ist gerade mit dem zweiten Kind schwanger. Nachdem der Krieg im November 1918 zu Ende gegangen ist, herrschen in Berlin chaotische Zustände. Das macht sich, zu Gustavs großem Unverständnis, sein Sohn Erich zunutze. Er gerät auf die schiefe Bahn und macht als Schieber lukrative Geschäfte.
Folge 4: Im Nachkriegswinter 1918/19 ist der größte Teil der Berliner Bevölkerung damit beschäftigt, ums Überleben zu kämpfen. Die Not ist groß. Erich hingegen kann sich als Kriegsgewinnler und Schieber jeden erdenklichen Luxus leisten. Erichs jüngster Bruder Heinz verehrt Tinette, die Freundin Erichs, glühend. Die junge Frau fühlt sich geschmeichelt und sorgt dafür, dass Heinz vollkommen neu eingekleidet mit ihr durch die Salons und Bars der sogenannten vornehmen Welt, streifen kann. Heinz ist von dem, was er sieht, in seiner Unerfahrenheit vollkommen geblendet.
Vorwort zur Folge 5: „Noch immer haben die Menschen an den Folgen des verlorenen Krieges zu leiden. Der Winter 1918/19 brachte schwere Hungersnöte. Pferdeschlachtungen auf der Straße waren keine Seltenheit. Den ehemaligen Droschkenfuhrunternehmer trifft die Armut besonders hart. Die älteste Tochter Sophie, die ihn nach langer Abwesenheit besucht, ist entsetzt über den Zerfall der Familie. Verbittert berichtet der Eiserne Gustav, was aus ihren Geschwistern geworden ist. Der Bruder Erich ist Großschieber in Berlin. Er führt ein Luxusleben mit seiner französischen Geliebten Tinette, die versucht auch Heinz, den Jüngsten, in ihre lasterhafte Welt zu entführen. Die ehrbare, arme Schwägerin Tutti möchte Heinz vor dem Schlimmsten bewahren. Er geht wieder zur Schule und will das Abitur machen. Eva, die ehemalige Lieblingstochter, ist durch den Zuhälter Eugen Bast vollends auf die schiefe Bahn geraten. Bei einem der Diebeszüge Eugens schoss sie ihm mit einer Leuchtpistole ins Gesicht, weil er sich an einer Minderjährigen vergehen wollte. Um festzustellen, ob Eugen bei diesem Schuss vielleicht umgekommen ist, lässt sie ihren Bruder Heinz nach Eugen forschen. Als Heinz ihn entdeckt, hat er damit ungewollt seine Schwester Eva wieder in die Arme von Eugen Bast getrieben.“
Folge 5: Im Herbst 1922 hat Gustav Arbeit im Lokal Zum groben Gustav gefunden. Irgendwie passt der Name. Gustav springt nicht gerade zimperlich mit den Gästen um, dadurch kann er auch seinen Ärger, den ihm seine Kinder bereiten, besser in den Griff bekommen. Aber vor allem ist er von seiner Geschäftsidee überzeugt, das man den Berlinern grob kommen müsse, da ihnen erst dann das Herz so richtig aufgehe. Und dafür sei er genau der Richtige. Als ausgerechnet Erich mit Freunden dort auftaucht, führt das dazu, dass sich der Bruch zwischen Vater und Sohn weiter vertieft. Heinz lebt inzwischen bei Gertrud, der Frau seines gefallenen Bruders Wilhelm, und spielt dort den Ersatzvater für die beiden Kinder. Ein Glücksfall für Tutti will es, dass sie eine größere Erbschaft macht, die sie von ihren finanziellen Sorgen befreit. Sie muss allerdings aus Berlin weg, was ihr ziemlich schwerfällt. Das geerbte Grundstück mit Haus liegt auf Hiddensee. Eva wiederum sitzt, ebenso wie ihr halbseidener Freund Eugen Bast, im Gefängnis. Und Erich erfährt am eigenen Leib, wie es ist, hereingelegt zu werden. Er verliert sein gesamtes Vermögen.
Folge 6: Gustav gerät in immer größere Schwierigkeiten. Wir schreiben das Jahr 1924 und inzwischen kann er nur noch nachts ein wenig Geld mit seiner Droschke verdienen, tagsüber lassen ihm die motorisierten Fahrzeuge keine Chance. Probleme gibt es auch mit Heinz, der inzwischen geheiratet hat und gemeinsam mit seiner Frau Irma ein Kind erwartet, als dieser unvermittelt seinen Posten verliert. Ein neues Stellenangebot bringt ihn in arge Gewissenskonflikte, hängt doch von seiner Entscheidung so viel ab.
Vorwort zur letzten Folge: „Gustav Hackendahl hat nicht begriffen, wieso das alles so geschehen konnte – sein wirtschaftlicher Abstieg und der moralische seiner Kinder. Der pflichtbewusste und fleißige Preuße ist in einer sich verändernden Zeit das Opfer seiner eisernen Prinzipien geworden. Seine strenge Erziehung zu Gehorsam und Pflicht, Ehrbarkeit und Recht, hat gerade bei seinen Lieblingskindern das Gegenteil bewirkt. Hackendahl bleibt trotz allem der „Eiserne Gustav“. Der Verlust seines florienden Droschkenunternehmens und der Verlust seines gesamten in Kriegsanleihen angelegten Kapitals, können ihn immer noch nicht dazu bewegen, eine sichere Stelle anzunehmen. Trotz des Drängens seiner Frau bleibt er hart, als seine ungeliebte Tochter Sophie, inzwischen Oberin, ihn in ihrem Krankenhaus anstellen will. Eva, die Lieblingstochter, die sich so billig in einen Diebstahl verwickeln ließ, ist zwar von der Hörigkeit zu dem Zuhälter und Ganoven Eugen Bast befreit, doch sie kann nur Prostituierte bleiben. Erich, der Lieblingssohn, ein Hausdieb, Gernegroß und Verschwender, hatte immer den Weg des geringsten Widerstandes gesucht. Politisch ein Opportunist, beruflich jeder Arbeit abgeneigt, war er zunächst Großschieber gewesen und zum Schluss, als ihn sein Bruder Heinz wiedertrifft, ist er ein mieser kleiner Wettbetrüger. Nur Heinz, der jüngste Sohn, hat nicht unter der eisenharten Familienhypothek der Hackendahls zu leiden, ihm gelingt es auch in Zeiten der Not und Versuchung charakterfest zu bleiben. Sein Flirt mit der großen Welt ist ihm eine Lehre. Er kümmerte sich um seine Schwägerin Gertrud, als sein Bruder Wilhelm an der Westfront fiel, er vertrat an seinen beiden Neffen Vaterstelle. Als Tutti mit ihren beiden Kindern nach Hiddensee zog, versuchte er mit seiner Jugendliebe Irma Quaas eine Familie zu gründen. Als seine Frau schwanger ist, wird er arbeitslos. Dann findet er eine Stelle bei dem obskuren Bankhaus Hoppe. Als er das Schwindelunternehmen durchschaut, erstattet er Anzeige. Anzeige auch gegen seinen Bruder Erich. Obwohl seine Frau Irma und der „Eiserne Gustav“ davon abgeraten hatten. Er will sein Glück nicht auf Unrecht bauen.“
Folge 7: Im darauffolgenden Jahr 1925 ist die Arbeitslosigkeit weiter stark angestiegen, vor den Ämtern bilden sich endlose Schlangen. Die Beamten nutzen ihre Stellung gegenüber den Wartenden auf perfide Art aus. Gustav, inzwischen als Kutscher im Krankenhaus seiner Tochter Sophie angestellt, will nicht länger als Lohnkutscher sein Dasein fristen. Die Probleme innerhalb seiner Familie wollen ebenfalls nicht enden. Erich wird von der Polizei gesucht und Heinz hat immer noch keine Stellung finden können, was dazu führt, dass er seine Wohnung nicht mehr halten kann und mit seiner Familie zu Irmas Mutter ziehen muss. Seinen Sohn Erich weist Gustav aus dem Haus, als dieser dort Zuflucht sucht, sorgt aber trotzdem dafür, dass er nicht ganz ohne Geld gehen muss. Nachdem Gustav den Job im Krankenhaus hingeschmissen hat, bringt ihn ein Gespräch mit einem Bekannten auf die Idee, mit seiner Droschke von Berlin nach Paris und zurückzufahren. Er hat insoweit Glück, dass ihn eine große Zeitung mit Geld unterstützt und ihn zum Helden von Berlin hochstilisiert. Heinz macht die Bekanntschaft eines Eberhard von Ramin, der mit seinem Bruder Wilhelm an der Front gekämpft hat. Von Ramin bietet Heinz nicht nur eine Stellung an, er will ihn auch dazu bringen, sich politisch zu engagieren. Er ist ein Unterstützer der an Fahrt zulegenden NSDAP.
Heinz muss seinen Vater, der noch unterwegs ist, davon unterrichten, dass seine Mutter schwer erkrankt und die Lage sehr ernst ist. Er lässt ihn aber auch wissen, dass die Mutter nicht will, dass er seine Reise abbreche. Sie werde durchhalten, bis er zurück sei. Mit großem Tamtam wird der Zurückgekehrte einige Zeit später in Berlin empfangen, er will jedoch nicht zum Empfang ins Rathaus, wo die Honoratioren auf ihn warten, sondern zu seiner Frau, sie warte auch, meint er nur. Grete Hackendahl bekommt den Triumph ihres Mannes noch mit. Als er wenig später an ihrem Bett sitzt, ihre Hand hält und ihr von seiner Reise erzählt, schließt sie die Augen für immer.

## Produktion

### Produktionsnotizen
Hinter der Kamera stand in Folge 7 Immo Rentz, für den Schnitt war Hella Stupa verantwortlich. Die Aufnahmeleitung lag bei Klaus Knittel und Kurt Seibicte, die Produktionsleitung bei Heinz Recht und die Redaktion bei Michael Füting und Friedrich Mertel. Es handelt sich um eine Produktion des Südwestfunks Baden-Baden (SWF) in Zusammenarbeit mit SRG und der Taurus-Film GmbH. Im Nachspann des Films war zu lesen, dass „alle Gestalten dieses Films, einschließlich des Eisernen Gustav und seiner Familie, Geschöpfe der freien Fantasie“ seien; nirgends werde „auf reale Personen auch nur angespielt“. „Hans Fallada, dessen Roman dem Drehbuch zu Grunde“ liege, habe „sich durch Geschehnisse, wie sie vor einem halben Jahrhundert in den Tageszeitungen zu lesen“ gewesen seien, „zu seinem Werk lediglich anregen lassen. Was hier geschildert“ werde, habe „sich also nie so zugetragen“.
Gustav Knuth und Volker Lechtenbrink spielten in den Jahren 1962/1963 bereits Vater und Sohn in der Familienserie Alle meine Tiere.

### Veröffentlichung
Der eiserne Gustav wurde vom 27. August bis 8. Oktober 1979 in der ARD erstausgestrahlt. Am 27. Februar 2009 erschien die Serie auf DVD, herausgegeben von inakustik. Ab dem 24. Juli 1986 lief die Serie unter dem Titel L’homme à poigne in Frankreich.

## Rezeption

### Kritik
Die Redaktion von Kino.de schrieb: „Die Hauptrolle in der siebenteiligen TV-Serie spielte der unvergessene Volksschauspieler Gustav Knuth. Die Mini-Serie war bei Publikum und Kritik gleichermaßen beliebt und gehört inzwischen zu den TV-Klassikern.“
Steffi-line.de hielt fest, dass Gustav Knuth „in seinem authentischen Spiel seinem Kollegen Rühmann in Nichts“ nachgestanden „und einmal mehr eine Glanzleistung“ abgeliefert habe. Dazu habe es bei Cinefacts geheißen: „Mit seiner einzigartigen Darstellung des ‚eisernen Gustavs‘ konnte er auch seine schärfsten Kritiker überzeugen und die gesamte Presselandschaft war voll des Lobes über die perfekte Umsetzung der Verfilmung des Hans Fallada Romans.“

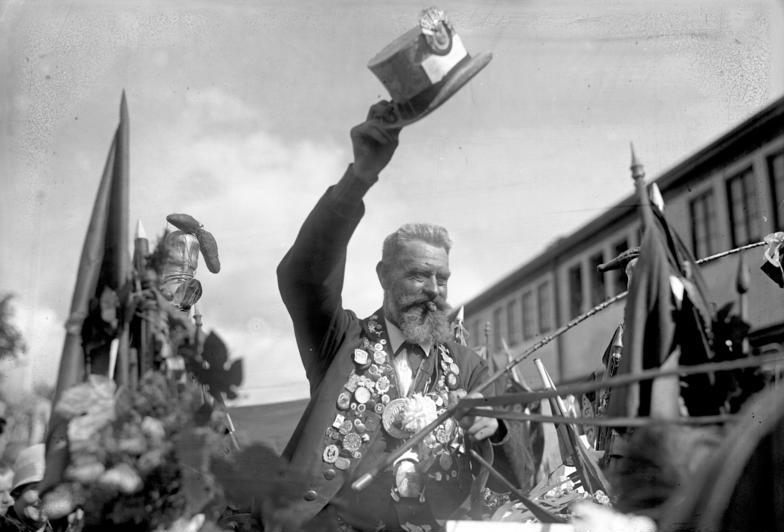
Gustav Hartmann, Ankunft nach seiner Parisreise in Berlin

### Vorbild Gustav Hartmann
Gustav Hartmann (1859 bis 1938), bildet die Vorlage für die Figur des Gustav Hackendahl in der Serie. Hartmann jener „Eiserne Gustav“, ein Droschkenkutscher aus Berlin-Wannsee, brach am 2. April 1928 mit seiner Droschke, die von dem Wallach Grasmus gezogen wurde, in Begleitung des Zeitungsreporters Hans Hermann Theobald nach Paris auf. Dort kam er nach einer Fahrstrecke von über 1000 Kilometern am 4. Juni 1928 an. Mit dieser Fahrt wollte er auf den Niedergang des Droschkengewerbes aufmerksam machen. Der echte Eiserne Gustav lehnte Kraftfahrzeuge jedoch nicht kategorisch ab, er besaß zur Zeit seiner Reise nach Paris selbst ein Taxi. Gustav Hartmanns Gattin namens Marie (1868–1949) überlebte ihren Ehemann im Gegensatz zu der Darstellung im Film.